# Diego José de Salazar
Diego José de Salazar (¿?, 1659 - Sevilla, 25 de junio de 1709) fue un compositor y maestro de capilla español.

## Vida
Se inició como niño de coro en la catedral de Sevilla y posteriormente desempeñó el cargo de maestro de capilla en la ciudad de Estepa.
Fue nombrado maestro de capilla de la Catedral de Sevilla el 26 de noviembre de 1685, sucediendo a Alonso Xuárez que fue probablemente su maestro como infante.

## Obra
Compuso diferentes obras de carácter religioso, entre ellas himnos, motetes, salmos, misas, lamentaciones, villancicos y una misa de réquiem para los funerales de María Luisa de Orleáns, esposa del rey Carlos II de España fallecida el 12 de febrero de 1689. Una de sus piezas piezas más conocidas es el villancico ¡Salga el torillo hosquillo! que ha sido llevado al disco en varias ocasiones. Algunas de sus obras se han atribuido erróneamente a Antonio de Salazar (ca. 1650-1715), maestro de capilla de la Catedral de Puebla (1679-88) y México (1688-1715).

## Grabaciones
- 1992 : Il secolo d'Oro nel nuovo mondo - Diego José de Salazar, D. Fernandes, Juan de Sucre, Juan Hidalgo, Francisco de Peñalosa, Gaspar Fernandes, Antonio de Ávila, Hernando Franco, Fray Geronimo Gonzales, Juan Gutiérrez de Padilla, Juan García de Zéspedes, Tomás de Torrejón y Velasco, Juan de Araujo. (Label Symphonia) (Diapason d'or, Dix de repertoire). Director Gabriel Garrido.